# Червенка (река)
Че́рвенка, Игуменка (бел. Чэ́рвенка, Ігуменка) — река в Червенском районе Минской области Беларуси, левый приток реки Волма.
Длина реки — 19 км. Площадь водосборного бассейна — 146 км². Уклон реки — 0,5 м/км. Высота устья над уровнем моря — 161,9 м.
Среди притоков: Овсище.
Берёт начало у деревни Колодежи, течёт на запад по открытой местности. Впадает в Волму в 2 км к югу от деревни Лежни. На реке расположен город Червень, который до 1923 года назывался Игумен. Воды реки используются для мелиорации.